# فاطمة اختصاري
فاطمة اختصاري (16 يونيو 1986) شاعرة إيرانية. ولدت في كاشمر بمحافظة خراسان، ونشأت في عاصمتها مشهد. حصلت على الماجستير في القبالة من جامعة تربية مدرس بطهران سنة 2010، وبعد اجتيازها امتحان الدكتوراه سنة 2011، حُرمت من مواصلة تعليمها. نُشرت مجموعتها الشعرية الأولى بعنوان «مناقشة نسوية قبل طهي البطاطس» (بالفارسية: یك بجث فمنیستی قبل از پختن سیب‌زمینی‌ها) عام 2010، إلّا أن معنت في معرض طهران الدولي للكتاب في نفس العام. برزت في ما يعرف بمدرسة «غزل ما بعد الحداثة» في إيران. عملت أيضًا رئيسة تحرير مجلة «كان غدًا» لمدة عامين حتى 2009، والتي مُنعَت أيضًا.  واصلت نشاطها على الإنترنت فعملت مع مواقع أدبية حداثية كـ«ليشار» و«عقربة» و «هَمين فَردا بود». كما ساعدت شاهين نجفي في ألبومه «هيچ هيچ هيچ» سنة 2012 ككاتبة أغاني. في 13 أكتوبر 2015، أصدرت المحكمة الثورية بطهران حكماً عليها وزوجها الشاعر مهدي موسوي بالسجن 11 عاماً و9 أشهر، بالإضافة إلى 99 جلدة لكل منهما، بتهمة «الإساءة للمقدسات ونشر الدعاية ضد الدولة»، ولكنهما غادرا البلاد إلى السليمانية في العراق أولًا ثم السويد.  وكان قد سبقت اعتقالهما سنة 2013 من قبل استخبارات الحرس الثوري لمدة 38 يوماً في سجن إيفين، حيث أفرج عنهما بكفالة مالية. 

## سنواتها الأولى
ولدت فاطمة اختصاري يوم 16 يونيو 1986/ 9 شوال 1406 في مدينة كاشمر بمحافظة خراسان، ونشأت في عاصمتها مشهد. درست القبالة فيها حتى حصلت على البكالوريوس. ثم ذهبت إلى طهران لمواصلة دراستها حتى حصلت على الماجستير في القبالة من جامعة تربية مدرس سنة 2010. 

اهتمت بالشعر وكتابة القصص منذ سنوات المراهقة، فشاركت في أنشطة فنية وثقافية في طهران، كما تابعت فنون الدفاع عن النفس في التايكوندو. دخلت الجامعة عام 2004 وتعرّفت على ورش العمل الأدبية لـمهدي موسوي، فدرست الأدب بجدية. بين عامي 2005 و 2009، نشرت العديد من أعمالها في الصحف الأدبية، وكانت هي نفسها رئيسة تحرير لمجلة «كان غدًا» الفصلية، والتي حظرها الحكومة الإيرانية في عام 2009. خلال هذه السنوات، فازت أيضًا بعدة جوائز في عدد من المهرجانات الطلابية والحرة. فبرزت في ما يعرف بمدرسة «غزل ما بعد الحداثة» في إيران بعد ما نُشرت مجموعتها الشعرية الأولى بعنوان «مناقشة نسوية قبل طهي البطاطس» (بالفارسية: یك بجث فمنیستی قبل از پختن سیب‌زمینی‌ها) عام 2010. 

## آثارها
من مجموعاتها الشعرية:
- یك بحث فمینیستی قبل از پختن سیب زمینی‌ها، 2009 (ردمك 9789644777721)
- كنار جادهٔ فرعی، 2013
- منتخبی از شعرهای شاد به همراه چند عكس یادگاری، 2015
- در میان تارهای عنكبوت، 2013
- شنا كردن در حوضچهٔ اسید، 2016
- مرده‌ای كه مرده بود، یك‌نفس عمیق كشید، 2017
- بت بزرگ، 2017
- تبر، 2018
- نزدیكی، 2020
- Vi overlever ikke، 2020